# Берлин 36
«Берлин 36» (нем. Berlin 36) — фильм-драма 2009 года немецкого режиссёра Каспара Хайдельбаха с Каролиной Херфурт в главной роли. Фильм повествует о судьбе легкоатлетки немецкой еврейки Гретель Бергман, которую отстранили от участия в летних Олимпийских играх 1936 года, проходивших в столице нацистской Германии Берлине.

## Сюжет
Гретель Бергман — талантливая немецкая спортсменка. Не имея возможности тренироваться в нацистской Германии из-за своего еврейского происхождения, она по настоянию беспокоившегося за неё отца уехала в Великобританию, где стала чемпионкой страны по прыжкам в высоту. Обсуждая своё участие в летних Олимпийских играх в Берлине, США выдвинули Олимпийскому комитету Германии условие о равноправном участии еврейских спортсменов из Германии и в особенности обратили внимание на получившую международную известность спортсменку Гретель Бергман. Под угрозой семье Гретель возвращается в Германию и отправляется тренироваться за германскую команду в равноправных условиях с другими членами команды. Тем не менее, спортивные функционеры Германии поставили задачу перед её тренером Вальдманом развенчать успехи Бергман в спорте, снизить её спортивные результаты и тем самым снять её с олимпийских соревнований. Но тренер Вальдман, восхищённый талантом, работоспособностью и дисциплинированностью Гретель, не способен поступиться своими принципами, за что был снят с должности тренера и заменён преданным партии тренером Кульмбахом. С этого момента для Гретель Бергман начались сложные времена. Она оказалась в изоляции, испытала к себе ненависть окружающих во главе с тренером, пытающегося любыми средствами испортить её спортивные результаты и снизить самооценку спортсменки.
Единственной конкуренткой Гретель является её соседка по комнате в тренировочном лагере Мария Кеттелер, которая на самом деле является мужчиной, с помощью которого национал-социалисты планируют занять верхнюю ступеньку пьедестала в олимпийских соревнованиях среди женщин по прыжкам в высоту. Прототипом Марии Кеттелер выступила Дора Ратьен и реальная история её жизни. Гретель узнаёт тайну Марии, но несмотря на всю сложность ситуации они сохраняют дружеские отношения.
Гретель продемонстрировала лучшие результаты в предолимпийских соревнованиях, но под надуманным предлогом якобы заболевшую спортсменку отстранили от соревнований. Узнав об этом, Мария Кеттелер намеренно срывает свою решающую попытку на соревнованиях, и тем самым национал-социалисты лишаются своих надежд на золотую медаль. Мария Кеттелер занимает только четвёртое место и обменивается улыбкой с Гретель, присутствующей на трибуне стадиона в качестве зрительницы.
На последних минутах фильма на экране появляется настоящая Гретель Бергман, которая в 2009 году делится своими воспоминаниями о событиях 1936 года. Она эмигрировала в США в 1937 году и проживала вместе со своим мужем в Нью-Йорке. Киноистория знакомства Гретель Бергман и Марии Кеттелер во многом не соответствует реальным историческим обстоятельствам знакомства Гретель Бергман и Доры Ратьен.

## В ролях
- Каролина Херфурт — Гретель Бергман
- Себастьян Урцендовски — Мария Кеттелер (прототип Дора Ратьен)
- Аксель Праль — Ганс Вальдман
- Роберт Галлиновски — Зигфрид Кульмбах
- Йохан фон Бюлов — Карл фон Хальт
- Томас Тиме — Ганс фон Чаммер унд Остен
- Юли Энгельбрехт — Элизабет «Лилли» Фогт
- Ангелика Барч — Доктор в отделе здравоохранения